# Фреде, лаку ноћ
„Фреде, лаку ноћ“ је југословенски ТВ филм из 1981. године. Режирао га је Никола Јефтић, према сценарију Драгослава Михаиловића.

## Улоге
| Глумац            | Улога |
| ----------------- | ----- |
| Предраг Лаковић   |       |
| Станислава Пешић  |       |
| Чедомир Петровић  |       |
| Олга Спиридоновић |       |